# 耶律磨魯古
耶律磨魯古（やりつ まろこ、生没年不詳）は、遼（契丹）の軍人。字は遙隠。契丹六院部の出身。

## 経歴
耶律虎古の子として生まれた。統和初年、南面林牙に任じられた。統和4年（986年）、北宋の軍が燕雲十六州奪回のために進攻してくると、磨魯古は契丹軍の先鋒をつとめ、流れ矢を手に受けながら、矢を抜いてさらに進軍した。皇太后が到着すると、磨魯古は負傷のため戦うことができず、蕭継先とともに国境沿いを警備した。
統和6年（988年）9月、契丹軍が北宋を攻撃すると先鋒をつとめ、耶律奴瓜とともに定州で北宋の将軍の李忠吉を破った。統和8年（990年）6月、北院大王に上った。統和22年（1004年）9月、耶律老君奴とともに北王府と南王府の兵を閲兵した。

## 伝記資料
- 『遼史』巻82 列伝第12